# Poppo I. (Istrien)
Graf Poppo I. (* vor 1012; † 13. Juli um 1044) aus dem Hause Weimar war Markgraf in Istrien (1012–1044). Von verschiedenen Quellen wird er auch als Markgraf von Krain, ja auch als Markgraf von (Unter-)Kärnten, benannt.

## Leben
Poppos Vater war Wilhelm II. von Weimar. Poppo heiratete Hadamut (Hadamuot, auch Azzika genannt), die Tochter des Grafen Werigant (Weriant, Wezzelin, † um 1051?) von Istrien-Friaul und der Willibirg, Tochter des Sieghardinger Grafen Ulrich von Ebersberg († 1029), der schon Graf in der Mark Krain war. Hadamut († nach 1040) brachte ihm die Halbinsel Istrien als Mitgift zu.
Aus seiner Ehe mit Hadamut hinterließ er einen Sohn und Erben namens Ulrich († 1070).